# محمدآباد (خواف)
محمدآباد، روستایی است از توابع بخش سنگان و در شهرستان خواف استان خراسان رضوی ایران.

## جمعیت
این روستا در دهستان بستان قرار داشته و بر اساس سرشماری سال ۱۳۸۵ جمعیت آن (۲۰خانوار) ۱۱۱نفر
بوده است.